# Montaña Amarilla
Die Montaña Amarilla (deutsch: Gelber Berg) ist ein Vulkan auf der zu Spanien gehörenden Kanareninsel La Graciosa.

## Beschreibung
Die Montaña Amarilla befindet sich an der Südwestspitze der La Graciosas, nahe dem Kap Punta del Pobre und etwa 3,5 Kilometer vom Inselhauptort Caleta del Sebo entfernt. Sein höchster Punkt liegt 172 Meter über dem Meeresspiegel. Der ovale Vulkankegel, der sich nach Norden öffnet, hat an der Basis einen Durchmesser von 650 bis 900 Meter. Seine Südflanke, die in eine kleine Meeresbucht abfällt, ist durch Küstenerosion angeschnitten und lässt seine innere Struktur sichtbar werden. Ihre ockergelbe Farbe gab dem Berg seinen Namen. An der Bucht befindet sich neben dem Vulkan der 50 Meter breite Sandstrand Playa de la Cocina.

## Entstehung
Die Entstehung der zentralen Vulkankette La Graciosas, bestehend aus Montaña Amarilla, Montaña del Mojón, Montaña Las Agujas und Montaña Lomo del Burro, begann an einer in Südwest-Nordost-Richtung verlaufenden Spalte vor 39.000 Jahren und war vor 11.130 Jahren abgeschlossen. Die Montaña Amarilla entstand in zwei Phasen. Ihr innerer Teil besteht aus hydromagmatischen pyroklastischen Ablagerungen, die auf die Entstehung des Vulkans in einer flachen Unterwasserumgebung hindeuten. Diese Ablagerungen sind aufgrund einer palagonitischen Umwandlung (durch Wasseraufnahme und Oxidation des Eisens) ockergelb gefärbt. Sie werden von zwei basaltischen Dykes durchzogen, die die Versorgungskanäle der zweiten Entstehungsphase darstellen. In dieser wurde – diesmal ohne den Einfluss von Wasser – ein typischer Tephrakegel aus Lapilli und Schlacken gebildet, der aufgrund von Oxidation von rostroter Farbe ist.

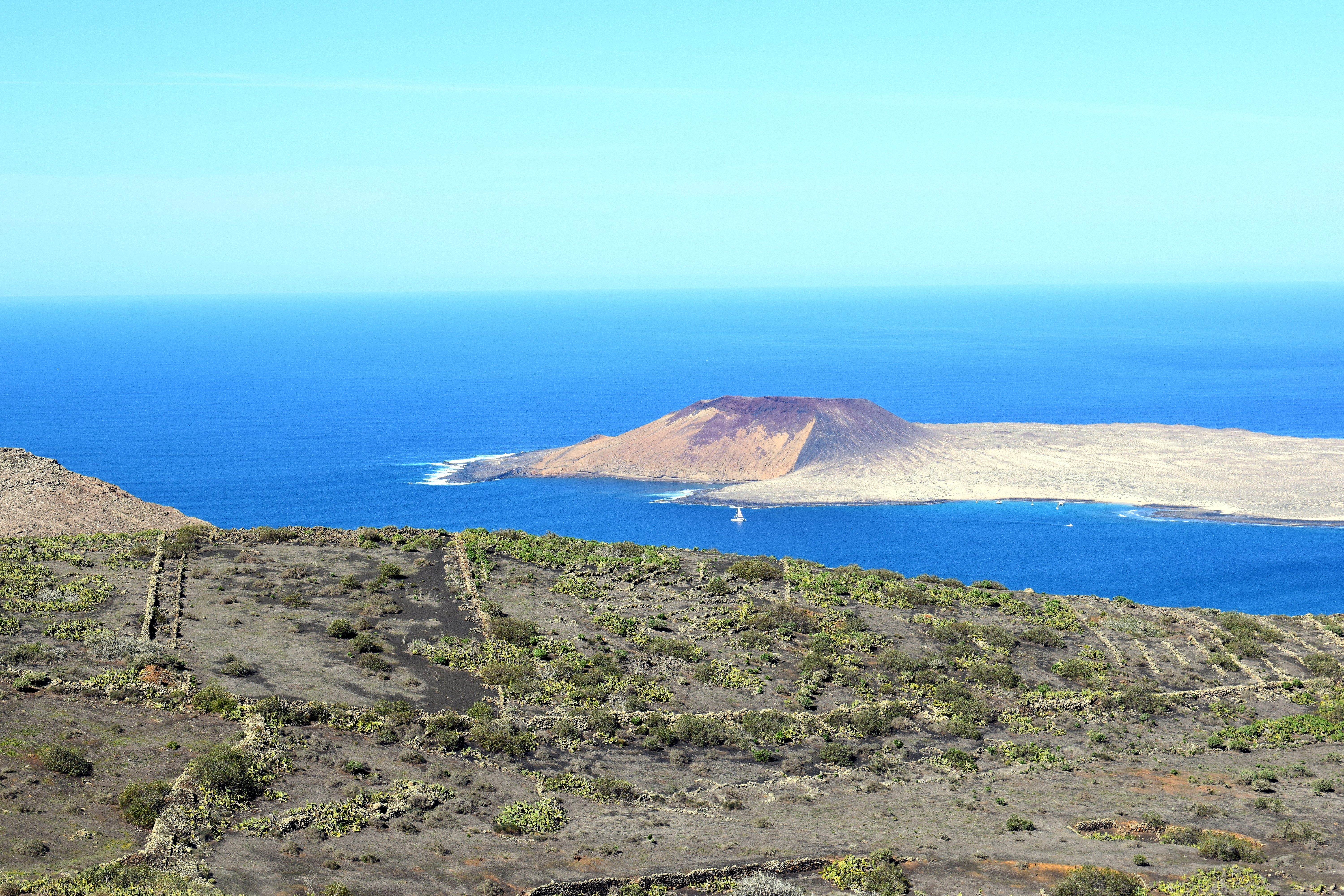
Blick von Lanzarote auf den Südteil La Graciosas mit der Montaña Amarilla
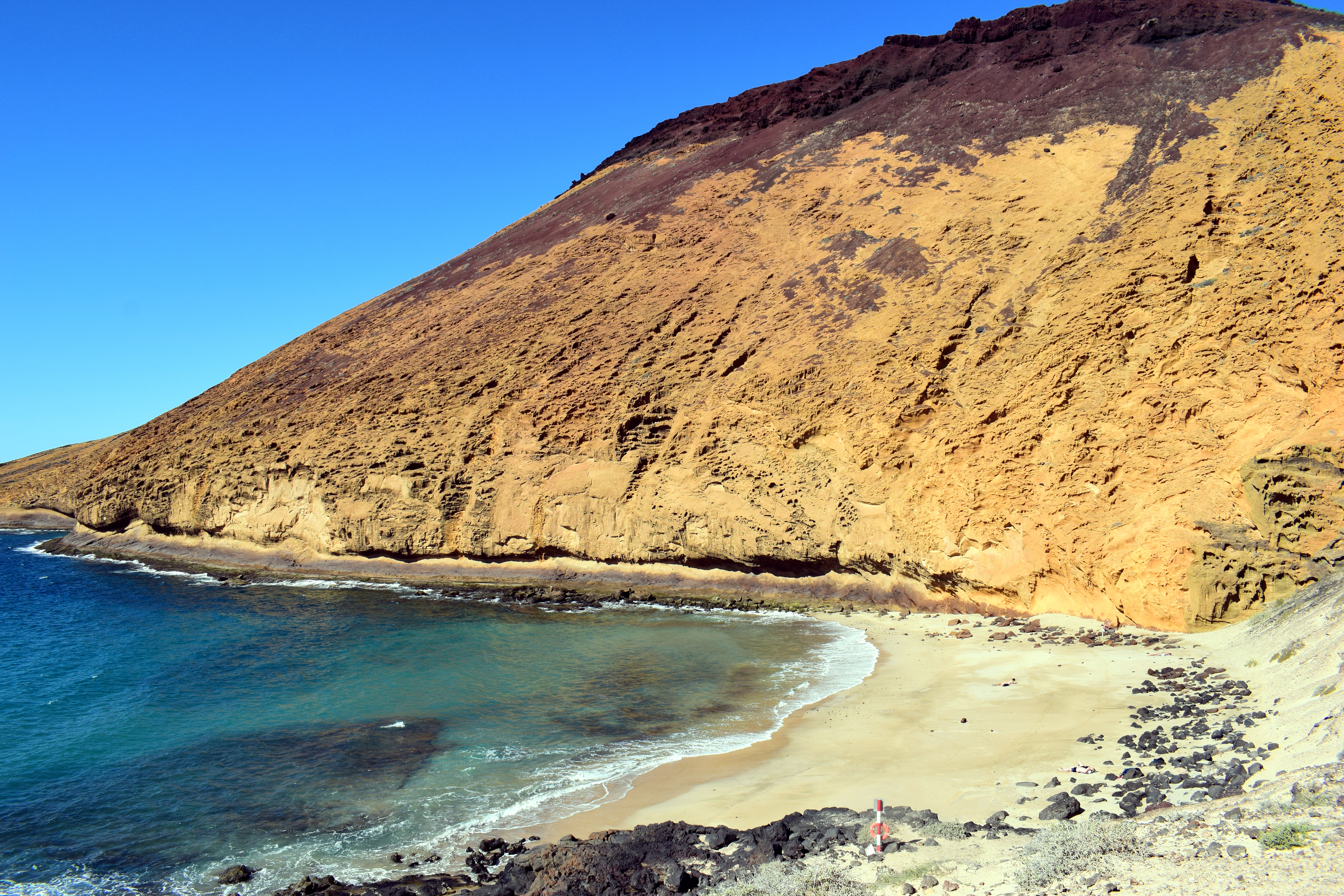
Südflanke der Montaña Amarilla mit dem Sandstrand Playa de la Cocina
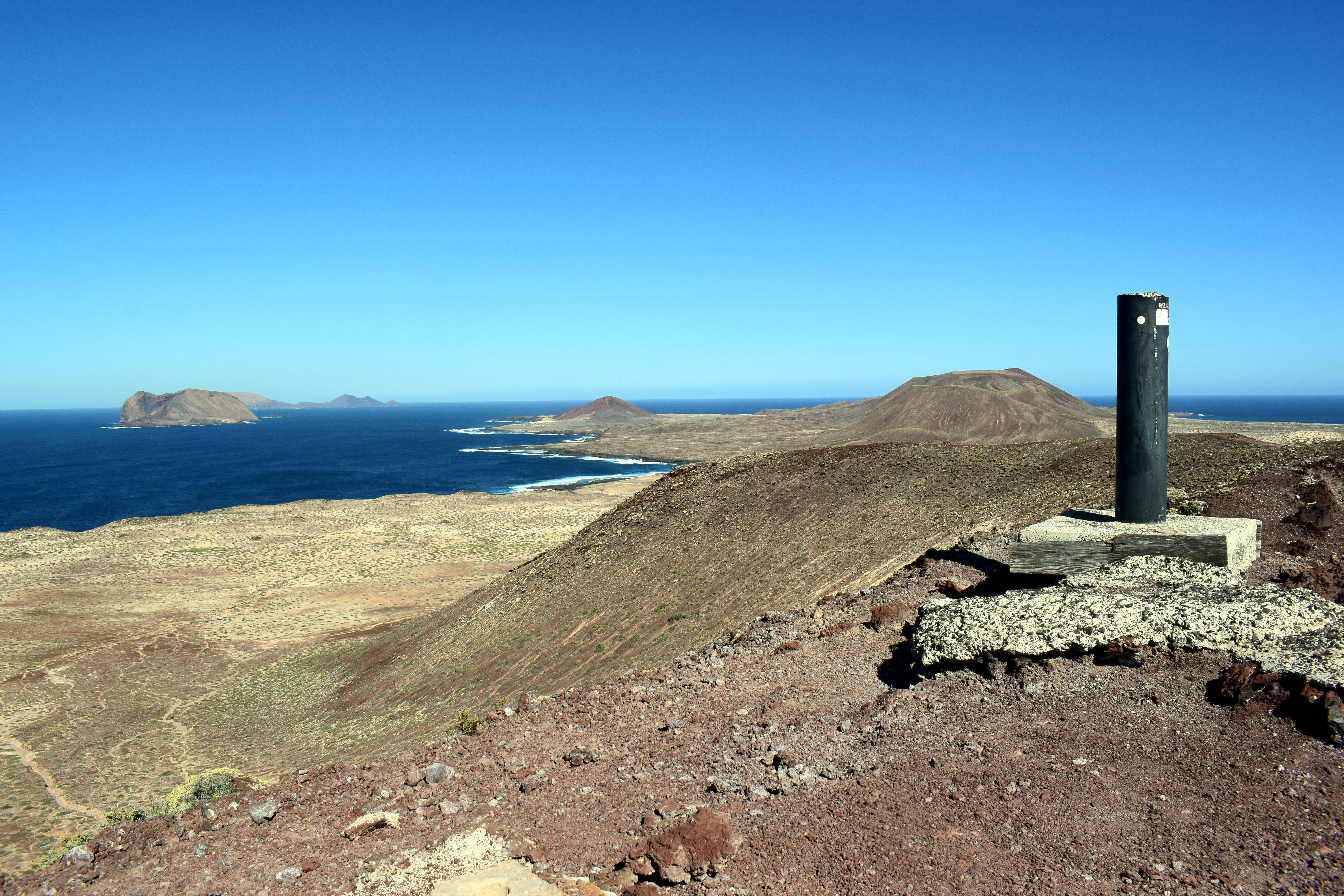
Blick von der Montaña Amarilla über La Graciosa und die Inseln Montaña Clara, Roque del Oeste und Alegranza